# Acropora longicyathus
Espèce
Statut de conservation UICN

 LC  : Préoccupation mineure
Statut CITES
Acropora longicyathus est une espèce de coraux appartenant à la famille des Acroporidae.